# Gerhard Hanappistadion
Het Gerhard Hanappi-Stadion was een Oostenrijks voetbalstadion in Hütteldorf, in West-Wenen. Het was van 1977 tot het seizoen 2013-2014 de thuisbasis van de Oostenrijkse eersteklasser Rapid Wien. Het stadion bood plaats aan 18.500 supporters. Sinds het seizoen 2016/2017 speelt Rapid in het nieuwe Allianz Stadion, en het oude stadion werd gesloopt. Tijdens de bouw van het nieuwe stadion speelde Rapid in het Ernst Happelstadion.
Toen het stadion in 1977 werd geopend heette het Weststadion, maar na de dood van clublegende en architect van het stadion Gerhard Hanappi in 1980 veranderde het stadion van naam.
Allianz Stadion (Rapid Wien) ·
CASHPOINT Arena (SCR Altach) ·
Generali Arena (Austria Wien) · 
Hofmann Personal Stadion (Blau-Weiß Linz) ·
Lavanttal-Arena (Wolfsberger AC) ·
Merkur Arena (Sturm Graz) ·
Profertil Arena (TSV Hartberg) · 
Raiffeisen Arena (LASK) ·
Reichshofstadion (Austria Lustenau) ·
Red Bull Arena (Red Bull Salzburg) ·
Tivoli Stadion Tirol (WSG Tirol) ·
Wörtherseestadion (Austria Klagenfurt)
Ernst Happelstadion (Oostenrijks nationaal team) ·
Stadion Donawitz (DSV Leoben) ·  
Franz Feketestadion (Kapfenberger SV) ·
Josko Arena (SV Ried) ·
ImmoAgenturstadion (Schwarz-Weiß Bregenz) ·
Merkur Arena (Grazer AK) ·
Motion invest Arena (Admira Wacker) ·
NV Arena (SKN Sankt Pölten) ·
Raiffeisen Arena (FC Juniors OÖ) ·
Vorwärts-Stadion (Vorwärts Steyr) · 
Gerhard Hanappistadion (Rapid Wien) ·
Lehenstadion (Austria Salzburg)
- MusicBrainz: 87cc523d-d393-4180-a330-4134cabc9272
- Virtual International Authority File: 7146574958638152440